# Tennessee Williams
Tennessee Williams, pseudonimo di Thomas Lanier Williams (Columbus, 26 marzo 1911 – New York, 25 febbraio 1983), è stato un drammaturgo, scrittore, sceneggiatore e poeta statunitense.
Il 9 giugno 1980 il Presidente degli Stati Uniti Jimmy Carter gli ha conferito la Medaglia presidenziale della libertà.

## Biografia

### L'infanzia e la famiglia
Williams nacque a Columbus, nel Mississippi, nel 1911, da Cornelius Coffin e Edwina Dakin Williams. La famiglia viveva con i nonni materni, Rosina Otte e il reverendo Walter Edwin Dakin. Deriso dal padre perché non si confaceva alla tipologia standard del maschio dell'epoca, Thomas ebbe un rapporto di profondissimo affetto col nonno, che negli anni a venire portò con sé anche a Key West, l'isola della Florida dove aveva acquistato una casa. Tom aveva una sorella, Rose, e un fratello, Dakin. La sorella molto presto mostrò segni di disturbo mentale, che andavano dall'ansia alla schizofrenia.
Tra il 1929 e il 1938 Williams frequentò vari college senza grande successo e lavorò presso l'International Shoe Company. Nel 1938 si laureò, lo stesso anno in cui la sorella fu chiusa in un ospedale psichiatrico. Poco più tardi, Rose fu operata al cervello con una lobotomia che la trasformò in una specie di vegetale. Williams non perdonò mai la madre per aver acconsentito a questa operazione e per anni ebbe un profondo senso di colpa nei confronti della sorella. Al tempo stesso, soffriva anche lui di attacchi di panico e il timore di fare la stessa fine di Rose era enorme.

### L'età adulta
Negli anni trenta in California e poi durante altri viaggi negli Stati Uniti, Williams cominciò ad avere relazioni con uomini. Contrariamente a quanto si è creduto per anni, egli non ebbe mai difficoltà ad accettare la propria omosessualità, come si deduce dalle sue Memorie, pubblicate nel 1975, e dai suoi diari personali (Notebooks), pubblicati postumi nel 2007. Data l'epoca in cui viveva, la sua discrezione è passata spesso per ipocrisia o paura di accettarsi.
Nel 1938 Williams si laureò all'Università dell'Iowa e l'anno successivo, dopo aver vinto mille dollari della Fondazione Rockefeller per i suoi atti unici American Blues, adottò il nome di Tennessee. Dal 1939 al 1944 visse per brevi periodi in vari luoghi degli Stati Uniti, tra i quali New York, New Orleans, Taos nel Nuovo Messico e Provincetown (nella penisola di Capo Cod), cittadina che raccoglieva una grande e libera comunità di artisti. Nel 1943 firmò un contratto di sei mesi con la Metro-Goldwyn-Mayer per la stesura di una sceneggiatura. Williams non era tagliato per quella professione, anche se in seguito tanti grandi registi avrebbero fornito memorabili versioni cinematografiche dei suoi drammi. Tra questi Elia Kazan, John Huston, Joseph Mankiewicz, Richard Brooks, Irving Rapper, Paul Newman.
La relazione di Williams col segretario, Frank Merlo, durò dal 1947 fino alla morte di Merlo per carcinoma del polmone nel 1963 e garantì a Williams la stabilità per un lungo periodo nel quale egli scrisse i suoi lavori più duraturi. Merlo riuscì infatti a compensare molti dei frequenti accessi di depressione di Williams, e soprattutto la paura che, come la sorella Rose, anch'egli sarebbe diventato pazzo. La morte di Merlo sprofondò Williams in un periodo di acuta depressione che durò un decennio e ne fece un alcolista. Nel 1968 si convertì al cattolicesimo.

### Carriera

#### Lo zoo di vetro
Sebbene Lo zoo di vetro sia stato il suo primo grande successo, Williams scriveva per il teatro già da un decennio. La sua prima opera rappresentata fu Candles to the Sun, del 1937, mai tradotta in italiano. In precedenza, nel 1935 e nel 1936, erano stati messi in scena dei brevi atti unici da compagnie amatoriali. Recentemente, anni dopo la morte dell'autore, sono stati recuperati alcuni inediti dell'epoca precedente a Lo zoo di vetro: tra questi una storia ambientata in prigione, Not About Nightingales, del 1938, rappresentata per la prima volta sessant'anni più tardi con Vanessa Redgrave nel ruolo principale.
Nel 1939 vinse un premio della Fondazione Rockefeller per la sua raccolta di atti unici American Blues. Battle of Angels, il suo testo successivo, fu portato in scena senza successo, scatenando anzi anche la censura di politici moralisti. Dopo il periodo a Hollywood, dove tentò di lavorare come sceneggiatore, tornò al teatro con Lo zoo di vetro, che ebbe un successo immediato.

#### Un tram che si chiama Desiderio
Due anni dopo fu portato in scena quello che sarebbe stato il suo successo maggiore e la sua opera più rappresentata nel resto del mondo, A Streetcar named Desire (Un tram che si chiama Desiderio). La grandezza di questo dramma deriva dalla capacità di lavorare con stilemi del melodramma, senza però indulgere nel sentimentalismo. Una vena sperimentale nell'uso della scenografia fa sì che il dramma personale di Blanche si rifletta espressionisticamente sulle pareti della povera casa della sorella Stella. Jessica Tandy interpretò Blanche nella prima a Broadway nel 1947. Accanto a lei, per la regia di Elia Kazan, Marlon Brando nei panni del violento stupratore Stanley Kowalski. In Italia, il dramma fu portato in scena dal regista Luchino Visconti, con scenografia di Franco Zeffirelli e la partecipazione di Rina Morelli, Vittorio Gassman e Marcello Mastroianni.

#### Le opere successive
Negli anni immediatamente successivi scrisse Estate e fumo, La rosa tatuata e Camino Real. Questi drammi non ebbero il successo dei precedenti, e Williams cominciò ad accusare un difficile rapporto con la scrittura creativa, con i critici teatrali e con il suo pubblico. Ritroverà la sua potente e originale voce con La gatta sul tetto che scotta (1955) e Improvvisamente l'estate scorsa (1957). Sebbene nei decenni successivi vi fosse ancora molta curiosità nei confronti delle sue nuove opere, con allestimenti in tutto il mondo (si pensi a Il treno del latte non ferma più qui, che ebbe la prima al Festival dei Due Mondi di Spoleto, nel 1962), gli ultimi drammi di un certo successo furono La dolce ala della giovinezza e La notte dell'iguana. Le opere scritte negli ultimi due decenni di vita segnarono un graduale declino della sua ispirazione, contribuendo a provocare nell'autore forti stati depressivi dovuti anche alle pessime ricezioni di pubblico e critica.

### Morte

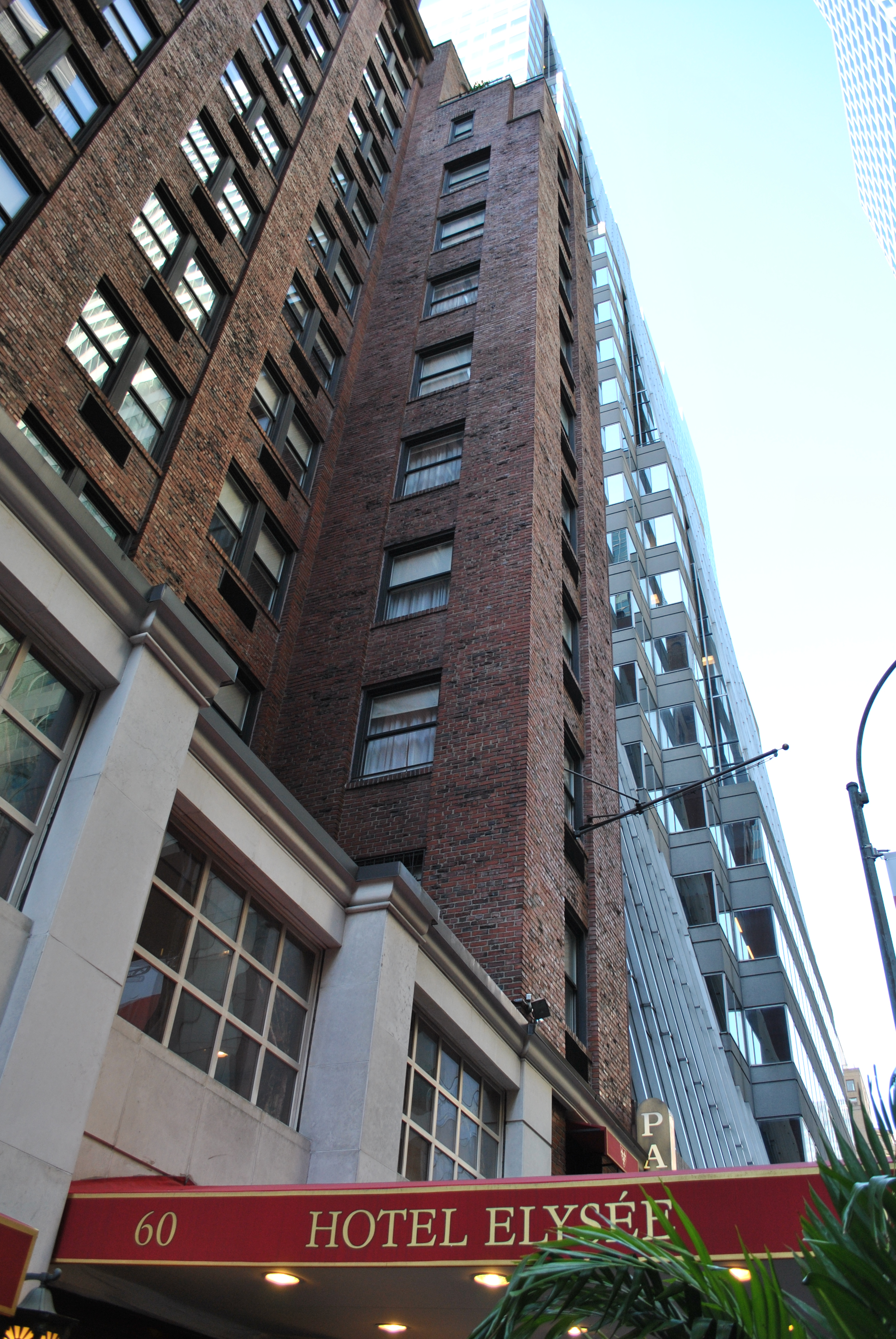
Hotel Elysée, NYC, NY

Williams fu trovato morto nella stanza dell'Hotel Elysée a New York, ove risiedeva, il 25 febbraio 1983. Il grande drammaturgo aveva un problema agli occhi, ed era solito ogni sera mettersi da solo il collirio seguendo un ordine preciso: dopo aver aperto la bottiglia si sarebbe messo il tappo in bocca per poi infine spruzzare le gocce in ciascun occhio. Quella notte però qualcosa non funzionò nel modo giusto e la relazione del medico legale avrebbe mostrato che egli rimase soffocato a morte dal tappo della bottiglia di collirio che aveva usato.
Ci sono state speculazioni sul fatto che Williams potrebbe aver fatto un uso eccessivo di barbiturici ed alcol: in effetti l'alcolismo riduce i riflessi, tra cui quello della tosse, ma queste ipotesi non sono mai state confermate ufficialmente.

## Opere

### Drammaturgie
- Beauty Is the Word (1930, atto unico)
- Why Do You Smoke So Much, Lily? (1935, atto unico)
- Cairo! Shanghai! Bombay! (1935, atto unico)
- Candles to the Sun (1936)
- The Magic Tower (1946, atto unico)
- Spring Storm (1937)
- Fugitive Kind (1937)
- Summer at the Lake (1937, atto unico)
- The Palooka (1937, atto unico)
- Not About Nightingales (1938)
- The Fat Man's Wife (1938, atto unico)
- Adam and Eve on a Ferry (1939, atto unico)
- The Long Goodbye (1940, atto unico)
- I Rise in Flame, Cried the Phoenix (1941)
- The Parade, or Approaching the End of a Summer (1941, atto unico)
- Auto-da-fé (1941, atto unico)
- The Lady of Larkspur Lotion (1941, atto unico)
- At Liberty (1941, atto unico)
- Portrait of a Madonna (Ritratto di Madonna, 1941, atto unico)
- Moony's Kid Don't Cry (1941, atto unico)
- The Strangest Kind of Romance (1942, atto unico)
- The Purification (1944, atto unico)
- The Glass Menagerie (Lo zoo di vetro, 1944)
- You Touched Me (1945)
- This Property Is Condemned (1946, atto unico) (Questa ragazza è di tutti, 1966)
- 27 Wagons Full of Cotton (1946, atto unico)
- The Last of My Solid Gold Watches (1946, atto unico)
- Hello from Bertha (1946, atto unico)
- Lord Byron's Love Letter (Una lettera d'amore di Lord Byron (1946, atto unico)
- Stairs to the Roof (1947)
- A Streetcar named Desire (Un tram che si chiama Desiderio, 1947)
- Summer and Smoke (Estate e fumo, 1947)
- Ten Blocks on the Camino Real (1948, atto unico)
- On the Art of Being a True Non-Conformist (1948, atto unico), poi come «Something Wild»
- The Rose Tattoo (La rosa tatuata, 1951)
- Talk to Me Like the Rain and Let Me Listen (1953, atto unico)
- Camino Real (1953)
- Cat on a Hot Tin Roof (La gatta sul tetto che scotta, 1955)
- The Dark Room (1956, atto unico)
- The Case of the Crushed Petunias (1956, atto unico)
- Orpheus Descending (La discesa di Orfeo, 1957)
- A Perfect Analysis Given by a Parrot (1958, atto unico)
- Suddenly Last Summer (Improvvisamente l'estate scorsa, 1958)
- Something Unspoken (1958, atto unico)
- Sweet Bird of Youth (La dolce ala della giovinezza, 1959)
- Period of Adjustment (1960)
- The Night of Iguana (La notte dell'iguana, 1961)
- The Eccentricities of a Nightingale (1962, riscrittura di Summer and Smoke)
- And Tell Sad Stories of the Deaths of Queens... (1962, atto unico)
- The Milk Train Doesn't Stop Here Anymore (Il treno del latte non ferma più qui, 1962)
- The Gnädiges Fräulein (1966, atto unico)
- Now the Cats with Jewelled Claws (1969, atto unico)
- The Mutilated (1966, atto unico)
- The Seven descents of Myrtle (1967)
- In the Bar of a Tokyo Hotel (1969)

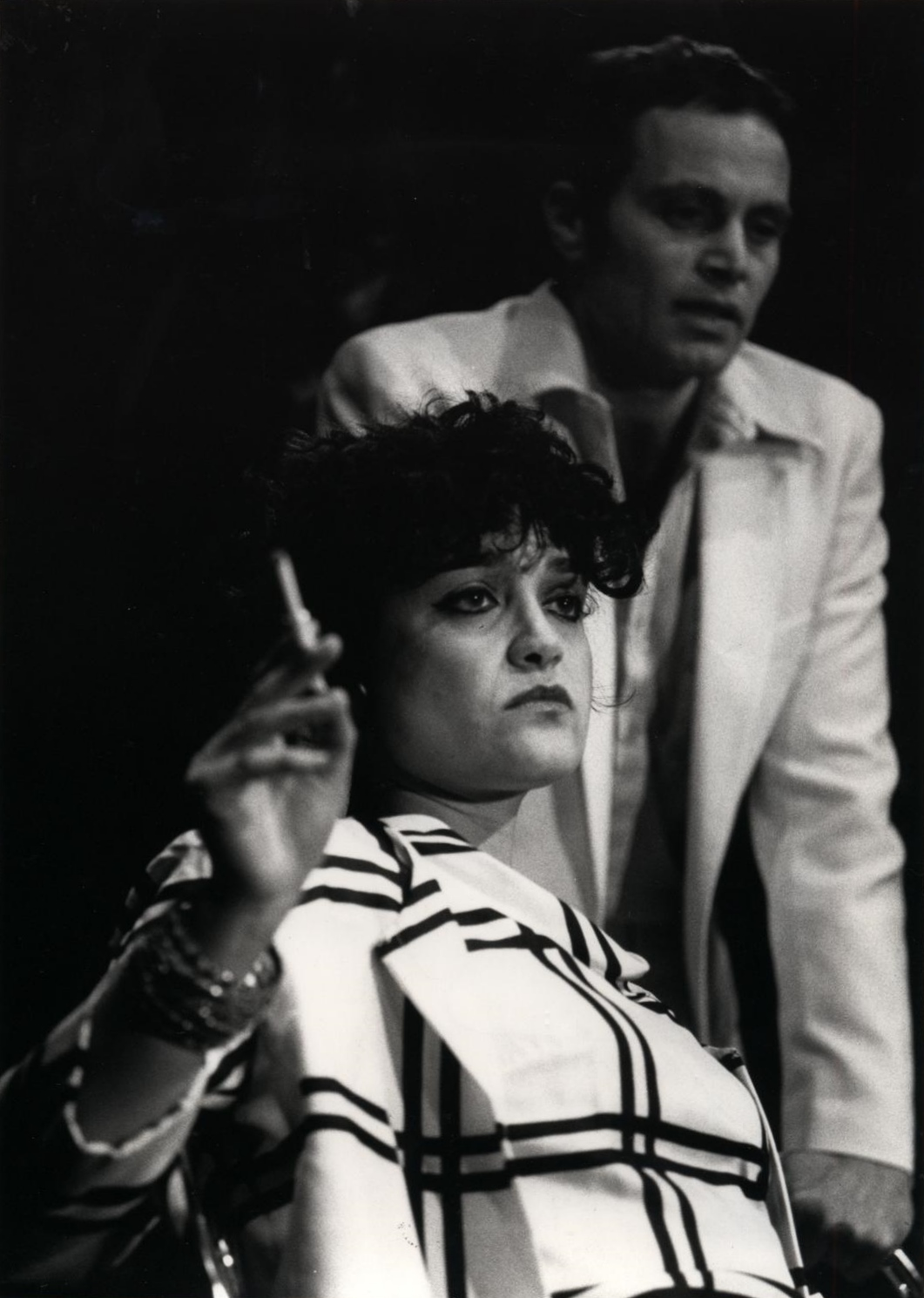
Angelique Rockas (Miriam) In the Bar of a Tokyo Hotel

- Will Mr. Merriweather Return from Memphis? (1969)
- I Can't Imagine Tomorrow (1970, atto unico)
- The Frosted Glass Coffin (1970, atto unico)
- Small Craft Warnings (1972)
- The Two-Character Play (1973)
- Out Cry (1973, riscrittura di The Two-Character Play)
- This Is (An Entertainment) (1976)
- The Demolition Downtown (1976, atto unico)
- A Lovely Sunday for Creve Coeur (Una bellissima domenica a Creve Coeur, 1979)
- Kirche, Kŭche und Kinder (1979, atto unico)
- Lifeboat Drill (1979, atto unico)
- The Chalky White Substance (1980, atto unico)
- This Is Peaceable Kingdom or Good Luck God (1980, atto unico)
- Steps Must be Gentle (1980, atto unico)
- The Notebook of Trigorin (1980)
- Clothes for a Summer Hotel (1980)
- Something Cloudy, Something Clear (1981)
- A House Not Meant to Stand (1982)
- The One Exception (1983, atto unico)
- In Masks Outrageous and Austere (1983)

### Romanzi
- 1950 - The Roman Spring of Mrs.Stone (La primavera romana della signora Stone);
- 1975 - Moise and The World of Reason (Una donna chiamata Moise)

### Racconti

#### Raccolte di racconti
- One Arm and Other Stories (L'Apollo monco, 1948)
  - One Arm
  - The Malediction
  - The Poet
  - Chronicle of a Demise
  - Desire and the Black Masseur
  - Portrait of a Girl in Glass
  - The Important Thing
  - The Angel in the Alcove
  - The Field of Blue Children
  - The Night of the Iguana
  - The Yellow Bird
- Hard Candy (Caramelle al croccante, 1955)
  - Three Players of a Summer Game
  - Two on a Party
  - The Resemblance between a Violin Case and a Coffin (1951)
  - Hard Candy
  - Rubio y Morena
  - The Mattress by the Tomato Patch
  - The Coming of Something to the Widow Holly
  - The Vine
  - The Mysteries of the Joy Rio
- The Knightly Quest and Other Stories (Un ospite indiscreto, 1968)
- It Happened the day the Sun Rose, and Other Stories (1981)

#### Racconti non antologizzati
- The Vengeance of Nitocris (1928)
- The Field of Blue Children (1939)
- Eight Mortal Ladies Possessed (1974)
- Tent Worms (1980)

### Sceneggiature
- Lo zoo di vetro (The Glass Menagerie), regia di Irving Rapper (1950)
- Un tram che si chiama desiderio (A Streetcar Named Desire), regia di Elia Kazan (1951)
- La rosa tatuata (The Rose Tattoo), regia di Daniel Mann (1955)
- Baby Doll - La bambola viva (Baby Doll), regia di Elia Kazan (1956)
- Improvvisamente, l'estate scorsa (Suddenly, Last Summer), regia di Joseph L. Mankiewicz (1959)
- Pelle di serpente (The Fugitive Kind), regia di Sidney Lumet (1960)
- Ten Blocks on the Camino Real, regia di Jack Landau (1966)
- La scogliera dei desideri (Boom), regia di Joseph Losey (1968)
- L'amore impossibile di Fisher Willow (The Loss of a Teardrop Diamond), regia di Jodie Markell (scritto nel 1957, realizzato nel 2008)

### Raccolte di poesie
- In the Winter of the Cities (1956)
- Androgyne, Mon Amour (1977)

### Traduzioni italiane
- Lo zoo di vetro, trad. Alfredo Segre, Garzanti 1948 («Amena» n. 33)
- Auto-da-fé, «Dramma» n. 63, 1948
- La dama dell'insetticida Larkspur, «Dramma» n. 63, 1948
- Ventisette vagoni di cotone, «Dramma» n. 67-69, 1948
- Saluti da Bertha, «Dramma» n. 77, 1949
- Una lettera d'amore di Lord Byron, «Dramma» n. 85, 1949
- Estate e fumo, trad. Gerardo Guerrieri, La fiaccola 1951 («Serie marrone»)
- Proprietà espropriata «Dramma» n. 161, 1952
- Un tram che si chiama desiderio, trad. Gerardo Guerrieri, «Sipario» n. 58, 1952
- La primavera romana della signora Stone, trad. Bruno Tasso, Garzanti 1954 («Romanzi moderni»)
- I blues, trad. Gerardo Guerrieri, Einaudi 1959 («Collezione di teatro» n. 70) (contiene: La camera buia, Ritratto di Madonna, La lunga permanenza interrotta ovvero Una cena poco soddisfacente, Proibito)
- Un tram che si chiama desiderio, trad. Gerardo Guerrieri, Einaudi 1963 («Collezione di teatro» n. 170); Marietti 1994 («Teatro di Genova» n. 77)
- Teatro, trad. Gerardo Guerrieri, Einaudi 1963 («Supercoralli») (contiene: La camera buia, Ritratto di Madonna, La lunga permanenza interrotta, ovvero Una cena poco soddisfacente, Proibito, Lo zoo di vetro, Un tram che si chiama desiderio, Estate e fumo, La gatta sul tetto che scotta, Baby Doll, La calata di Orfeo)
- La notte dell'iguana, trad. Bruno Fonzi, Einaudi 1965 («Collezione di teatro» n. 77)
- Tutti i racconti, trad. Giuliana Gadola Beltrami e Nora Finzi, Einaudi 1966 («Supercoralli») (contiene 11 racconti nella sezione L'Apollo monco, titolo originale One Arm, e 9 racconti in Caramelle al croccante, titolo originale Hard Candy)
- Un ospite indiscreto, trad. Luciano Bianciardi, Rizzoli 1970 («Romanzi italiani e stranieri»)
- Una donna chiamata Moise, Garzanti 1976 («Narratori moderni»)
- Lo zoo di vetro, trad. Gerardo Guerrieri, Einaudi 1987 («Collezione di teatro» n. 293)
- La maledizione, trad. Gioia Re Bernardinis, Felinamente 1995
- La rosa tatuata, trad. Masolino D'Amico, Einaudi 1996 («Collezione di teatro» n. 360)
- La primavera romana della signora Stone, trad. C. Ranchetti, Bookever 2004
- L'innocenza delle caramelle, trad. Nora Finzi, Giuliana Gadola Beltrami, E/O 2014
- Una lettera d'amore di Lord Byron e altri drammi brevi, trad. Alessandro Tesauro, Ripostes 2018
- Improvvisamente l'estate scorsa, trad. Monica Capuani, Scalpendi 2021